# Луканов, Дмитрий Владимирович
Дми́трий Влади́мирович Лука́нов (укр. Дмитро Володимирович Луканов; 2 марта 1995 года; Киев, Украина) — украинский футболист, нападающий

## Игровая карьера
Воспитанник «Атлет» (Киев). Первый тренер — Дмитрий Константинович Мурашенко. После завершения обучения заключил контракт с луганской «Зарёй», после чего стал играть в её молодёжном составе. В дебютном сезоне 2012/13 годов сыграл за эту команду 24 матча, забил 9 голов. По итогам турнира луганская «молодёжка» стала чемпионом Украины. С 2015 года футболист стал привлекаться к основному составу клуба.
В апреле 2015 года донецкий «Шахтёр» перед календарным матчем Премьер-лиги против «Зари» запретил участвовать в игре против себя арендованным у него форвардам луганчан Будковскому, Тотовицкому и Караваеву. Тренер «Зари» Юрий Вернидуб в стартовом составе выпустил в атаку Любеновича. На 37-й минуте Желько покинул поле из-за травмы, после чего играть центрфорварда вышел Луканов, дебютировавший в Премьер-лиге. Дмитрий отменно играл на команду, смело шёл в обводки (четыре раза, правда, ни одной удачной), хорошо отдавал передачи (67 % точных), неплохо отрабатывал в отборе (66 % удачных отборов). В итоге компания Instat Football признала Луканова лучшим в составе «Зари» после Любеновича и Липартии.

## Международная карьера
Заявив о себе в матчах за молодёжный состав «Зари», Дмитрий Луканов получил приглашение в сборную Украины до 18 лет для участия в Мемориале Гранаткина. На турнире в Санкт-Петербурге Дмитрий открыл счёт голам в «желто-синей» футболке, был признан лучшим игроком в матче против сборной Чехии, а команда Александра Петракова завоевала бронзу. Также в сборной 1995 г.р. сыграл 1 игру в квалификации Евро-2014 (U-19) и несколько товарищеских матчей.